# Route départementale 836 (Essonne)
Pour les articles homonymes, voir Route départementale 836.
La route départementale 836 est une route départementale située à l'ouest du département français de l'Essonne et dont l'importance est restreinte à la circulation routière locale. Son tracé correspond à la partie essonnienne de l'ancienne route nationale 836 déclassée en 1972.

## Itinéraire
L'extrémité nord-ouest de la route départementale 836 est connectée à la route départementale 936 dans les Yvelines.
- Dourdan, elle entame son parcours vers le sud-est dans la forêt communale, un double tunnel permet le passage sous l'autoroute A10 et la LGV Atlantique, un carrefour giratoire matérialise ensuite l'intersection avec la route départementale 149 des Yvelines, elle prend plus loin l'appellation Avenue des Acacias, à l'entrée dans la commune, elle devient Rue de Rambouillet puis passe sous la ligne C du RER d'Île-de-France avant un nouveau carrefour giratoire où elle devient Rue Potelet un pont permet de traverser l'Orge, puis l'intersection avec la route départementale 116 qui partage son tracé sous l'appellation Voie Ouest, formant la rocade communale, elles deviennent ensuite l'Avenue d'Orléans puis elle bifurque vers le sud à l'intersection avec la route départementale 838 et devient Rue d'Étampes, un pont permet de traverser le ruisseau de l'Étang de la Muette.
- Les Granges-le-Roi, elle conserve son appellation et partage son tracé avec la RD 838 au Carrefour Charles De Gaulle.
- La Forêt-le-Roi, elle conserve son appellation.
- Boissy-le-Sec, elle traverse l'extrême sud de la commune et y rencontre la route départementale 82.
- Étampes, elle perd son appellation et rencontre à son extrémité la route départementale 201 et la route départementale 191.

## Trafic et accidentologie
- 1 accident mortel en 2010 à la Forêt-le-Roi[1]
- 1 accident mortel en 2011 sur la portion en forêt de DOurdan[2]
- 2 accidents mortels en 2012 au Granges-le-Roi et à Étampes[3]
- Pas d'accident en 2013[4]
- Pas d'accident en 2014[5]